# Collix elongata
Collix elongata là một loài bướm đêm trong họ Geometridae.